# Charlotte Challenger 1979
Il Charlotte Challenger 1979 è stato un torneo di tennis facente parte della categoria ATP Challenger Series nell'ambito dell'ATP Challenger Series 1979. Il torneo si è giocato a Charlotte negli Stati Uniti dal 10 al 17 settembre 1979 su campi in terra rossa.

## Vincitori

### Singolare
Chris Lewis ha battuto in finale  David Carter con il punteggio di 6–2, 6–2

### Doppio
Mike Barr /  Jerry Karzen hanno battuto in finale  John Benson /  Tony Giammalva con il punteggio di 6–3, 4–6, 7–6